# 宮城県道222号寄井蔵王線
宮城県道222号寄井蔵王線（みやぎけんどう222ごう よりいざおうせん）は、宮城県柴田郡村田町から宮城県刈田郡蔵王町を結ぶ一般県道であった。2019年3月、県道52号亘理村田線と統合し、宮城県道52号亘理村田蔵王線の一部となり、宮城県道222号寄井蔵王線は廃止された。

## 路線概要
村田町沼辺の荒川橋から荒川に沿うように片側1車線の道が走り、荒川から離れると道幅が狭く路面状況が悪い、町境付近は峠道で蔵王町に入ると長い坂になっている。
東北自動車道から先は片側一車線で岩沼蔵王線交点まで整備され、村田IC方面からの抜け道の一部となっている。
- 起点：宮城県柴田郡村田町沼辺（交差点＝宮城県道14号亘理大河原川崎線交点）
- 終点：宮城県刈田郡蔵王町塩沢（交差点＝宮城県道25号岩沼蔵王線交点）
- 延長：6,472 m

## 通過する自治体
- 柴田郡
  - 村田町
- 刈田郡
  - 蔵王町

## 接続する道路
- 宮城県道14号亘理大河原川崎線（柴田郡村田町）
- 仙南東部広域農道蔵王さくらロード（柴田郡村田町）
- 宮城県道25号岩沼蔵王線（刈田郡蔵王町）